# الجوانيات
الجوانيات هي إحدى قرى وادي النصارى غرب محافظة حمص السورية. تبعد هذه القرية عن مدينة حمص حوالي 60 كم وتقع على الطريق الرئيسي الذي يمتد من بلدة الحواش مروراً بقرية المزينة وبلاط نحو قرية مقعبرة. يجاور الجوانيات منشآت هامة مثل سد المزينة وجامعة الحواش الخاصة.
تشتهر الجوانيات ببساتين التفاح والزيتون وكروم العنب الممتدة على أراضيها، وتحوي كنيسة على اسم القديسة البربارة التي تعد شفيعة القرية، بالاضافة الى «مزار مار يوحنا» وهو على اسم القديس يوحنا المعمدان حيث يحضر أهالي القرية إليه في عيد القديس يوحنا وسط أجواء احتفالية شعبية . كما تتميز الجوانيات بتذكارها لعيد النبي الياس حيث تقام فيها التقدمات ويقدم سكانها نذورهم تكريمًا لصاحب العيد.